# 11A busz (Kecskemét)
A kecskeméti 411-es busz a Széchenyi tér és a Homokbánya Kollégium között közlekedik az Auchan és a Petőfiváros érintésével.. A viszonylatot a Kecskeméti Közlekedési Központ megrendelésére az Inter Tan-Ker Zrt. üzemelteti.

## Története
2024. július 22. óta az Auchan Áruháztól meghosszabbított útvonalon, a Vályogvető utca  érintésével a Homokbánya Kollégiumig közlekedik, oda- és vissza irányban is betérve az Auchanhoz. Továbbá a járatok egységesen .55-kor, csúcsidőben .25-kor és .55-kor indulnak a Széchenyi térről.

## Útvonala
| Auchan Áruház felé | Széchenyi tér felé |
| --- | --- |
| Széchenyi tér vá. – Szilády Károly körút – Kölcsey utca – Petőfi Sándor utca – Dózsa György út – Izsáki út – Vízmű utca – Széktó utca – Búzavirág utca – Csalánosi út – Boróka utca – Auchan bekötőút – Agyag utca - Vályogvető utca - Homokszem utca - Homokbánya Kollégium vá. | Homokbánya Kollégium vá. - Homokszem utca - Vályogvető utca - Agyag utca – Auchan bekötőút – Boróka utca – Csalánosi út – Búzavirág utca – Széktó utca – Vízmű utca – Izsáki út – Dózsa György út – Petőfi Sándor utca – Dobó István körút – Batthyány utca – Katona József tér – Csányi János körút – Koháry István körút – Hornyik János körút – Széchenyi tér vá. |

## Megállóhelyei
Az átszállási kapcsolatok között a szinte azonos útvonalon közlekedő 410-es busz nincs feltüntetve.
| 0  | Széchenyi tér végállomás                 | 25 | 2, 2A, 2D, 2S, 3, 4, 4A, 4C, 5, 6, 7, 7C, 9, 10, 12, 13, 13D, 13K, 14, 16, 18, 20, 20H, 23, 23A, 28, 29, 34A, 169, 916 |
| ∫  | Piaristák tere                           | 23 | 1, 2D, 2S, 7, 7C, 9, 15, 16, 19, 32, 169, 916 Helyközi buszok                                                          |
| ∫  | Katona József Színház                    | 21 | 1, 2, 2A, 2D, 2S, 3, 3A, 4, 4A, 4C, 6, 7, 7C, 12, 13, 13K, 15, 18, 19, 20H, 23, 23A, 28, 32 Helyközi buszok            |
| 1  | Naiv Művészeti Múzeum (↓) Dobó körút (↑) | 19 | 1, 2, 2A, 2D, 2S, 4, 4A, 4C, 6, 7, 7C, 13, 13D, 13K, 15, 19, 28, 32 Helyközi buszok                                    |
| 4  | Katona Gimnázium                         | 17 | 1, 15, 19, 22 Helyközi buszok                                                                                          |
| 6  | Kodály Iskola                            | 15 | 1, 5, 15, 19, 22 Helyközi buszok S210 (Kecskemét-Máriaváros)                                                           |
| 8  | Egyetem (GAMF)                           | 13 | 1, 5, 15, 19, 22 Helyközi buszok                                                                                       |
| ∫  | Vízmű utca                               | 11 | 1, 1D, 19 Helyközi buszok                                                                                              |
| 11 | SOS Gyermekfalu                          | 9  | 15, 15D, 19 |
| 12 | Széktó utca                              | 8  | |
| 13 | Szüret utca                              | 7  | |
| 14 | Csabagyöngye utca                        | 6  | |
| 15 | Búzavirág utca                           | 5  | |
| 16 | Zápor utca                               | 4  | |
| 18 | Kadafalvi út                             | 2  | 1, 1D, 34, 34A Helyközi buszok                                                                                         |
| 21 | Auchan Áruház végállomás                 | 0  | |